# Roberto Baggio
Roberto Baggio (Caldogno, 18 febbraio 1967) è un ex calciatore italiano, di ruolo attaccante o centrocampista. Con la nazionale italiana è stato vicecampione del mondo nel 1994.
Soprannominato Raffaello da Gianni Agnelli per l'eleganza dello stile di gioco, e colloquialmente noto come Divin Codino per la caratteristica acconciatura, è considerato uno dei migliori giocatori nella storia del calcio. Occupa la 16ª posizione (primo italiano) nella speciale classifica dei migliori calciatori del XX secolo pubblicata dalla rivista World Soccer nel 1999. La FIFA lo ha inoltre piazzato all'ottavo posto nella classifica dei migliori numeri dieci della storia del calcio mentre nel marzo del 2004, Pelé lo ha inserito nella FIFA 100, la lista dei 125 migliori calciatori viventi, redatta in occasione del Centenario della FIFA. Oltre a ciò, è stato introdotto nella Hall of Fame del calcio italiano nel 2011 e nella Walk of Fame dello sport italiano nel 2015. A livello individuale ha conseguito inoltre il Pallone d'oro e il FIFA World Player nel 1993, e l'edizione inaugurale del Golden Foot nel 2003.
Cresciuto nel Lanerossi Vicenza, è poi salito alla ribalta con la maglia della Fiorentina, con cui ha raggiunto una finale di Coppa UEFA (1989-1990). È assurto alla notorietà internazionale nella successiva esperienza con la Juventus, con cui ha vinto – da capitano della squadra – una Coppa UEFA nella stagione 1992-1993, e il double nazionale composto da scudetto e Coppa Italia nella stagione 1994-1995; agli anni in bianconero sono inoltre legati i maggiori traguardi a livello personale, coi summenzionati Pallone d'oro e FIFA World Player, oltre alla vittoria della classifica marcatori nella Coppa delle Coppe 1990-1991. Ha poi incamerato un secondo scudetto consecutivo, stavolta con il Milan (1995-1996); quindi nella seconda parte della carriera ha vestito le maglie di Bologna e Inter, giocando in nerazzurro una finale di Coppa Italia (1999-2000). Ha lasciato il calcio da capitano del Brescia, con cui ha raggiunto una finale di Coppa Intertoto UEFA (2001).
In maglia azzurra ha preso parte a tre campionati del mondo (Italia 1990, Stati Uniti 1994 e Francia 1998), sfiorando la vittoria nell'edizione statunitense: qui, dopo avere trascinato l'Italia in finale con cinque gol decisivi, fu uno dei tre azzurri a sbagliare il proprio tiro di rigore nella partita conclusiva del torneo persa contro il Brasile.
Pur non avendo mai vinto la classifica dei marcatori, è il settimo realizzatore del campionato di Serie A con 205 gol. Prolifico anche in nazionale, con 27 reti in 56 partite, è quarto tra i migliori realizzatori in azzurro, a pari merito con Alessandro Del Piero; inoltre, con nove gol realizzati, è il miglior marcatore italiano nel campionato del mondo (a pari merito con Paolo Rossi e Christian Vieri), nonché l'unico ad avere segnato in tre diverse edizioni del torneo.

## Biografia
È il sesto degli otto figli di Florindo Baggio (1931-2020) e Matilde Rizzotto; tra questi vi è Eddy (1974), anche lui ex calciatore pur senza avere raggiunto i livelli del più noto fratello maggiore, con una carriera trascorsa prettamente nelle serie minori italiane. Il padre, appassionato di calcio e di ciclismo, lo chiamò Roberto in onore di Boninsegna.
Avvicinatosi al calcio fin da piccolo, il suo idolo era Zico. A due mesi dalla fine degli studi decide di andare in ritiro con il L.R. Vicenza e per questo non consegue il diploma. Dalla sua unione con Andreina, sposata nel 1989, sono nati tre figli.
Dapprima cattolico, si è in seguito avvicinato al buddhismo, aderendo al ramo giapponese della Soka Gakkai dal 1º gennaio 1988. In seguito ha aperto un centro della Soka Gakkai in un locale di sua proprietà e una sala di riunione a Thiene; nell'ottobre 2014 ha inoltre inaugurato a Corsico il più grande centro culturale buddista d'Europa. In virtù di questa fede, ogni qual volta durante la carriera calcistica si è ritrovato a capitanare una squadra, era solito indossare una fascia personalizzata con i colori blu-giallo-rossi della bandiera Soka Gakkai.

Baggio, capitano juventino, con indosso al braccio una fascia personalizzata coi colori della Soka Gakkai, sua fede religiosa.

È proprietario di un'azienda agricola in Argentina e dal novembre 1991 al settembre 2012 ha gestito un negozio di articoli sportivi a Thiene, chiamato Roberto Baggio Sport, chiuso per la crisi economica.
Nel dicembre 1994, con un guadagno annuo di circa 8,6 miliardi di lire (5,3 di contratto e 3,3 di entrate pubblicitarie), fu il primo calciatore a entrare tra i quaranta sportivi più pagati del mondo secondo Forbes.
Nel febbraio 1997 fu convocato come testimone dalla Guardia di Finanza a seguito di una truffa internazionale ai suoi danni, e nella quale perse circa 7 miliardi, in un investimento su una miniera in Perù gestita da una banca caraibica e da promotori italiani.
Ha scritto un'autobiografia, pubblicata nel 2001, col titolo Una porta nel cielo, nella quale ripercorre la carriera, il rapporto con la fede buddhista, e approfondisce i complicati rapporti avuti con alcuni allenatori (Arrigo Sacchi, Renzo Ulivieri e Marcello Lippi), spendendo parole di elogio per altri (Giovanni Trapattoni, Luigi Simoni, Luigi Maifredi, Óscar Tabárez e Carlo Mazzone).

### Impegno nel sociale
Ambasciatore FAO, ha preso parte a numerose iniziative benefiche.
Il 9 novembre 2010 gli è stato assegnato il Peace Summit Award 2010, riconoscimento assegnato annualmente da una commissione composta dai Premi Nobel per la pace alla personalità più impegnata verso i più bisognosi, per «il suo impegno forte e costante alla pace nel mondo e le relative attività internazionali».

### Popolarità
Molto popolare sia in Italia che all'estero, Baggio è stato protagonista di diversi spot pubblicitari: si ricordano in particolare quelli del 2000 per Wind e del 2001 per Johnnie Walker, entrambi incentrati sul tiro di rigore fallito nella finale del campionato del mondo 1994.
Gli sono state dedicate poesie, canzoni e opere teatrali, inoltre parte della sua vita viene raccontata nel film Il Divin Codino del 2021. È possibile trovare riferimenti alla sua figura anche in fumetti e cartoni animati; in quest'ultimo caso, è stato omaggiato in episodi di Che campioni Holly e Benji!!! e Sailor Moon. È stato inoltre oggetto di imitazioni satiriche.

### Controversie

Il rapporto tra Baggio (a sinistra) e l'allenatore Marcello Lippi (a destra) ha avuto vari dissidi, nati alla Juventus e poi deflagrati all'Inter.

Baggio ha avuto dissapori con molti dei suoi allenatori. Tra i primi, quello con Sven-Göran Eriksson alla Fiorentina, perché il tecnico svedese voleva cederlo in prestito al Cesena per fargli fare esperienza, e perché voleva schierarlo ala destra, e quello con Giovanni Trapattoni, suo tecnico dapprima nella Juventus (1991-1994) e poi nell'Italia (2000-2004), il quale era solito richiamarlo a fischi quando Baggio non tornava a centrocampo e che, inoltre, aveva accusato il calciatore di «non giocare per la squadra» dopo averlo sostituito in un Inter-Juve (3-1) dell'ottobre 1992. Cesare Maldini lo mandò più volte in panchina nell'Under-21.
Alla Juventus ebbe forti contrasti con la Triade, ovvero il trio dirigenziale Giraudo-Moggi-Bettega, oltre che con Marcello Lippi, che lo ha allenato sia in bianconero sia successivamente all'Inter. Nell'autobiografia, Baggio accusa Lippi d'avergli chiesto di fargli i nomi dei calciatori a lui contrari. Dinanzi al rifiuto di Baggio, il tecnico aveva reagito con un atteggiamento ostile. L'allenatore rispose affermando di non avere mai chiesto aiuto a Baggio «perché è una persona di cui non ho stima e che non reputo importante dal punto di vista umano» e dando mandato ai propri avvocati di avviare un'azione legale contro il giocatore, contro le «cattiverie e falsità» raccontate e minacciando di querelarlo.
Al Milan, Baggio ebbe rapporti negativi sia con Fabio Capello, di cui, in seguito al suo passaggio al Real Madrid, disse che «nello spogliatoio non lo sopportava più nessuno», e che al suo ritorno al Milan disse a Baggio che «per lui non c'era più posto», sia con Arrigo Sacchi – che lo ha allenato sia in nazionale sia al Milan –, un tempo suo amico, che l'aveva fatto giocare in azzurro quando la Juventus era intenzionata a cederlo, reo d'averlo fatto allenare solo per «farlo entrare nel suo schema tattico». Al termine del rapporto con la società rossonera sarebbe dovuto passare al Parma, ma l'attaccante Enrico Chiesa si oppose, inoltre il giocatore non rientrava nei piani tattici del tecnico degli emiliani Carlo Ancelotti: nonostante la volontà della famiglia Tanzi, proprietaria del club, l'affare non si concluse e il caso Baggio portò al licenziamento del direttore sportivo Riccardo Sogliano.
Baggio passò allora al Bologna, dove cominciò un rapporto conflittuale con l'allenatore Renzo Ulivieri, che lo pose allo stesso livello di tutti gli altri calciatori. L'apice fu raggiunto nel gennaio 1998 quando il tecnico non lo schierò titolare contro la Juventus, comunicando la decisione al giocatore il giorno prima: Baggio lasciò il ritiro e non andò in panchina. Poco prima di questo incontro Ulivieri, in seguito agli scontri con Baggio, diede per la seconda volta le dimissioni (la prima volta, nell'agosto 1997, in seguito a un'amichevole persa contro l'Inter, l'allenatore aveva rassegnato le dimissioni sempre per dissapori con il calciatore), che però, come nel primo caso, vennero rifiutate.

## Caratteristiche tecniche

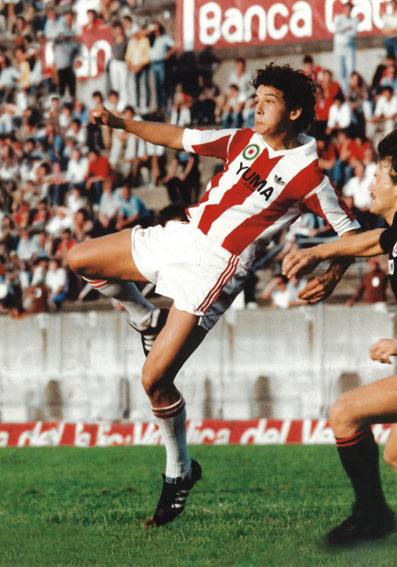
Un giovane Baggio in acrobazia al L.R. Vicenza nella stagione 1982-1983

Riconosciuto fin da giovane come «fuoriclasse», Baggio era un fantasista in grado di ricoprire più ruoli: ha giocato prevalentemente da seconda punta o trequartista, ma è stato talvolta schierato come prima punta (nel 4-3-3), come centravanti di manovra (nel 4-4-2) o come attaccante esterno (nel 4-3-3 e nel 3-4-3). Michel Platini, di cui Baggio raccolse l'eredità alla Juventus, lo descrisse come un «nove e mezzo» poiché lo considerava a metà strada tra un attaccante e un rifinitore, caratteristica che non di rado rese difficoltosa la sua collocazione tattica.
Eccelso dal punto di vista tecnico, in particolar modo nel tocco di palla e nella precisione d'esecuzione, fu paragonato in tal senso a diversi numeri dieci del passato: il giornalista Gianni Brera propose spesso il confronto con Giuseppe Meazza, mentre Giovanni Trapattoni accostò il suo stile di gioco a quello di Zico, riscontrando inoltre affinità tecniche con il sopracitato Platini e con Juan Alberto Schiaffino.
Era capace di impostare la manovra di gioco e di fornire assist ai compagni grazie alla sua visione di gioco e alla sua abilità nel fraseggio. Era inoltre rapido sia nello smarcarsi che nell'esecuzione dei tiri; possedeva infatti un tiro preciso e un innato fiuto del gol, doti che gli permisero di contribuire molto anche in fase realizzativa durante la carriera, peraltro condizionata da vari e gravi infortuni.
In grado di calciare con entrambi i piedi, era più incline a usare il destro, ma si avvaleva spesso del sinistro per iniziare il dribbling, di cui era uno specialista. Era un calciatore agile, elegante e veloce, dalla fantasia e dalla qualità tecnica brillante, insolita per il calcio italiano, abituato a essere più fisico, tattico e meno tecnico; lo stesso Baggio ha affermato di non avere ricevuto alcun insegnamento tattico da giovane, muovendosi in campo secondo il proprio istinto.

Baggio numero dieci della Juventus nel 1994, esultante dopo una rete di tacco siglata all'Udinese.

Abile esecutore di calci piazzati (al punto da ispirare futuri specialisti come Andrea Pirlo), in Serie A è secondo solo a Francesco Totti per numero di reti segnate su rigore (68 su 83); è invece 4º, a pari merito con Totti, per quanto riguarda i gol realizzati su punizione, con 21 centri, dietro Siniša Mihajlović (28), Pirlo (27) e Alessandro Del Piero (22).
Calciatore dal carattere controverso, anche in ragione di ciò ha diviso a metà la critica tra ammiratori e oppositori. Sul campo gli è stata contestata una scarsa attitudine alla fase difensiva e la tendenza a comportarsi più da gregario che da leader, sebbene con le maglie di Juventus e Brescia si fosse conquistato questo ruolo. Fuori dal campo è introverso e mite.

## Carriera

### Giocatore

#### Club

##### L.R. Vicenza

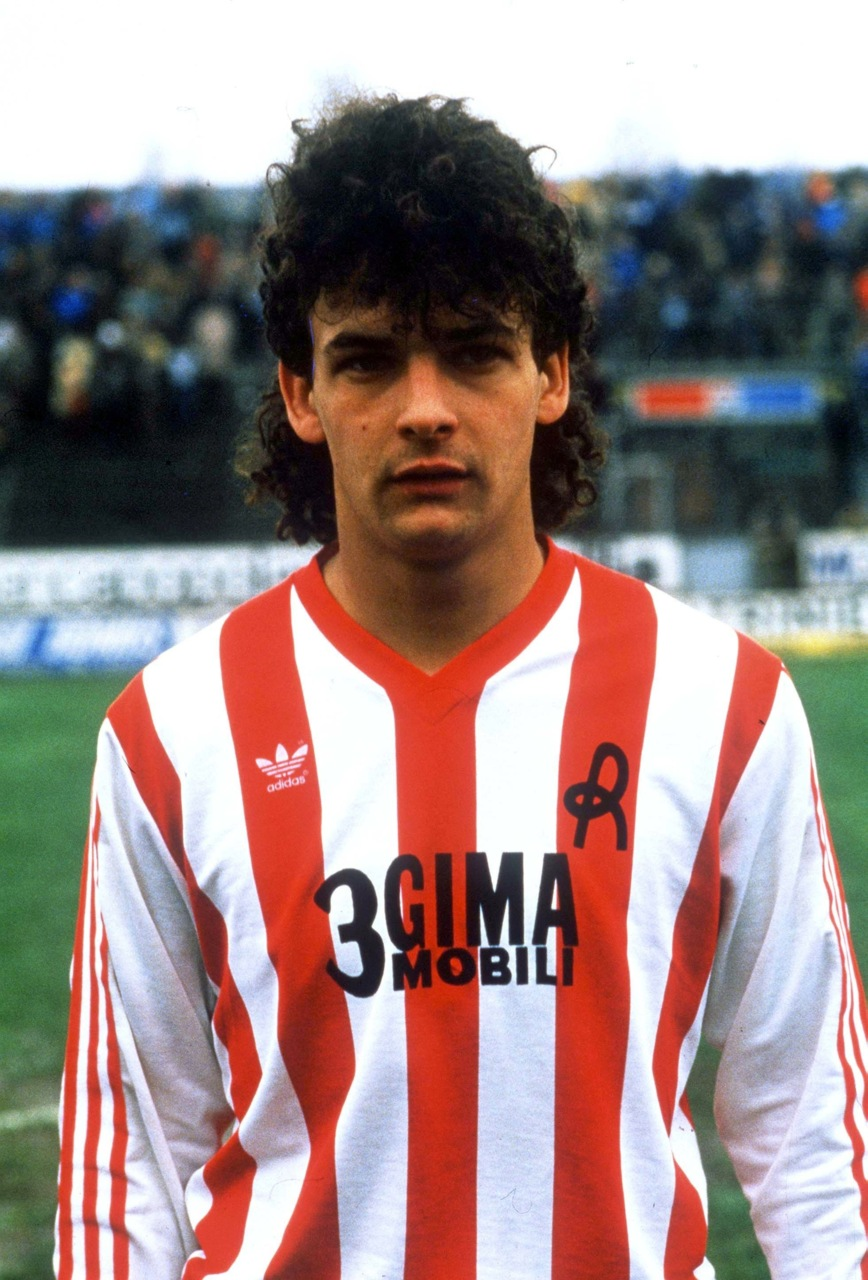
Baggio al L.R. Vicenza nella stagione 1984-1985

Muove i primi passi nella squadra del suo paese, il Caldogno, dove inizia a farsi notare; in questa fase, decisivo è un infermiere calidonense, Antonio Trevisan, il quale lo segnala al Lanerossi Vicenza. Nel 1980, all'età di 13 anni, Baggio di trasferisce quindi alla società berica, a quel tempo in Serie C1, in cambio di 500 000 lire.
Si mette subito in luce nelle giovanili biancorosse, segnando negli anni 110 gol in 120 presenze. Con questo ruolino, a causa di alcune defezioni, per le prime volte viene portato ad allenarsi con la prima squadra. Ritornato nelle giovanili, la squadra Berretti in cui al tempo milita è seguita da circa 1000 spettatori durante gli incontri. Debutta quindi in prima squadra a 16 anni, il 5 giugno 1983, all'ultima giornata del campionato di Serie C1, L.R. Vicenza-Piacenza (0-1), entrando nel secondo tempo. Nella stagione seguente, il 30 novembre 1983, segna il primo gol in carriera nella partita di Coppa Italia Serie C contro il Legnano, vinta 4-1 in trasferta; il 3 giugno 1984 va a segno per la prima volta in campionato, realizzando su rigore il gol del definitivo 3-0 contro il Brescia.
Nella stagione 1984-1985, inserito in prima squadra dall'allenatore Bruno Giorgi, chiude la sua esperienza vicentina con 12 reti in 29 incontri di campionato, diventando uno dei calciatori più amati dai tifosi e consentendo alla sua squadra la risalita in Serie B. In una delle ultime partite di campionato, il 5 maggio 1985 allo stadio Romeo Neri contro i padroni di casa del Rimini – guidati da Arrigo Sacchi, futuro allenatore di Baggio in nazionale e nel Milan –, subisce un grave infortunio al ginocchio destro (compromessi legamento crociato anteriore e menisco), il primo di una lunga serie, che lo costringe a un periodo di oltre un anno di assenza dai campi di gioco. I suoi muscoli vengono affidati a Carlo Vittori ed Elio Locatelli, due dottori specializzati nel potenziamento muscolare in atletica leggera.
Durante questa fase di riposo forzato e quindi di incertezza sulla propria carriera di calciatore vive una profonda crisi personale e spirituale, che lo convince ad abbracciare definitivamente la fede buddhista.

##### Fiorentina

###### 1985-1988

Baggio al debutto in Serie A nel 1986, con la divisa della Fiorentina.

Questo infortunio arriva a due giorni dalla firma del contratto con la Fiorentina, che lo ha ingaggiato per 2,7 miliardi di lire. La Fiorentina ha la possibilità di recedere dal contratto ma il presidente del club decide di tenerlo. Viene operato a Saint-Étienne, in Francia, dal professor Bousquet, che è costretto a mettere 220 punti di sutura per rimettere a posto la sua gamba. A causa del periodo di stop dopo l'operazione, perde 12 kg, arrivando a pesarne 56, e vive così isolato dal resto della squadra che si dimentica di incassare lo stipendio per cinque mesi. Ripresosi dall'infortunio, colleziona cinque presenze in Coppa Italia e disputa, nel febbraio 1986, il Torneo di Viareggio.
Esordisce in Serie A il 21 settembre 1986, grazie all'allenatore Eugenio Bersellini, nella sfida casalinga di Firenze contro la Sampdoria. Il successivo 28 settembre subisce una lesione al menisco del ginocchio destro che lo costringe a una nuova operazione. Rientra in campo a fine stagione, a distanza di quasi due anni dal primo infortunio. Il suo primo gol nella massima divisione arriva su punizione il 10 maggio 1987 contro il Napoli (1-1); il pareggio finale regala la salvezza matematica alla squadra viola.
A partire dalla stagione 1987-1988, di cui è la rivelazione, può finalmente essere impiegato con buona frequenza, totalizzando 34 presenze e 9 reti fra tutte le competizioni: memorabile quella messa a segno il 20 settembre 1987 contro il Milan di Sacchi, dopo avere superato in dribbling tutta la retroguardia avversaria.

###### 1988-1990

Baggio (a sinistra) assieme a Stefano Borgonovo, con cui formò in maglia viola la coppia d'attacco B2 nella stagione 1988-1989.

Nella stagione 1988-1989, con l'arrivo di Sven-Göran Eriksson, mette a segno 15 gol, andando a formare con Stefano Borgonovo un affiatato tandem d'attacco detto B2, dalle iniziali dei loro cognomi: i due realizzano 29 dei 44 gol totali messi a segno dalla formazione viola, trascinando la squadra a un settimo posto in campionato. Nello spareggio per l'accesso alla Coppa UEFA contro la Roma, Baggio fornisce l'assist per il gol della vittoria di Pruzzo che regala la qualificazione ai viola.
Nell'annata seguente sigla 17 reti, arrivando in seconda posizione nella classifica marcatori, davanti a Diego Armando Maradona (16) e dietro al solo Marco van Basten (19); in particolare, il 17 settembre 1989 segnò, a Napoli, quello considerato dallo stesso Baggio il più bel gol della sua carriera oltreché tra i migliori nella storia del calcio, partendo con la palla dalla difesa, superando con una serie di dribbling l'intera difesa partenopea e realizzando infine la rete dopo undici tocchi. Il campionato è deludente, con la squadra impelagata nella lotta per non retrocedere; al contrario in Europa, pur non brillando i viola giungono in finale di Coppa UEFA, dove si arrendono ai connazionali della Juventus: lo 0-0 nella gara di ritorno, giocata sul campo neutro di Avellino, non permette loro di ribaltare l'1-3 patito all'andata a Torino. Nel torneo continentale Baggio segna un solo gol, seppure decisivo: un rigore che consente alla Fiorentina di sconfiggere la Dinamo Kiev agli ottavi di finale (1-0). Alla fine dell'anno riceve il Trofeo Bravo, premio assegnato dalla rivista Guerin Sportivo al miglior giovane sotto i 23 anni partecipante alle coppe europee, unico riconoscimento personale vinto con la Fiorentina.
La finale di ritorno di Coppa UEFA (16 maggio 1990) è l'ultima gara di Baggio con la Fiorentina: nello stesso mese il giocatore viene acquistato proprio dalla Juventus per la cifra-record, a quei tempi, di circa 25 miliardi di lire più il cartellino di Renato Buso, valutato 2 miliardi. La tifoseria viola, consapevole di perdere il proprio simbolo e inoltre in favore del club a loro più inviso, scende in piazza protestando con violenza contro la dirigenza e il presidente Pontello; i disordini causano anche diversi feriti e arrivano fino a Coverciano, creando non pochi problemi al ritiro degli Azzurri in preparazione per il campionato del mondo 1990 e al giocatore stesso, che arriva a ricevere sputi da alcuni esagitati. L'allora procuratore Caliendo ha in seguito narrato un fatto singolare al riguardo:
(Antonio Caliendo)

Baggio nell'aprile 1991, in quel momento giocatore juventino, raccoglie una sciarpa viola durante la prima sfida a Firenze contro la sua ex squadra.

Il giocatore resta molto legato a Firenze e ai colori viola, avendo già mostrato nei mesi precedenti la sua volontà di non accasarsi alla società torinese, suscitando non pochi malumori tra i suoi nuovi tifosi. Su tutte, rimane celebre la sua prima sfida in maglia bianconera contro la Fiorentina a Firenze, il 6 aprile 1991, nella vittoria viola per 1-0: Baggio si rifiuta di calciare un rigore contro la sua ex squadra, motivando il gesto con il fatto che il portiere avversario, Gianmatteo Mareggini, «lo conosceva bene», e una volta sostituito, uscendo dal campo va poi a salutare i suoi ex tifosi raccogliendo una sciarpa viola che gli è stata lanciata dagli spalti, in un alternarsi di applausi e fischi.

##### Juventus

###### 1990-1993

Baggio nella stagione 1990-1991, la prima con la casacca della Juventus.

Esordisce con la maglia della Juventus il 1º settembre 1990, in Supercoppa italiana, realizzando l'unico gol dei torinesi nella sconfitta per 5-1 contro il Napoli. Nel primo anno in bianconero, sotto la guida di Luigi Maifredi, segna 27 gol, di cui 9 in Coppa delle Coppe UEFA che gli valgono il titolo di capocannoniere dell'edizione; ne sigla uno anche nella semifinale di ritorno contro il Barcellona, ma l'1-0 non è sufficiente a ribaltare l'1-3 degli spagnoli dell'andata. A fine campionato la Juventus, nonostante il bottino di 14 reti di Baggio, rimane esclusa dalle coppe europee.
L'anno successivo sulla panchina del club torna Giovanni Trapattoni. Nel settembre 1991, dopo la sfida casalinga contro il Bari, Baggio rimedia il primo dei vari infortuni che influenzeranno la sua carriera in bianconero negli anni a seguire, uno stiramento che lo tiene fuori tre settimane e dal quale recupera a fatica. Ristabilitosi, incrementa notevolmente il proprio rendimento, disputando un'ottima seconda parte di stagione – si segnala la prestazione nel derby d'Italia del 26 aprile 1992, in cui è autore di due gol e un assist nella vittoria 1-3 dei suoi, col pubblico di San Siro che gli tributa una standing ovation al momento dell'uscita dal campo – e attirando paragoni sempre più frequenti con Giuseppe Meazza, mentre Trapattoni lo accosta a Zico. La squadra torinese arriva seconda in campionato dietro al Milan e raggiunge la finale di Coppa Italia; nella gara di andata della finale poi persa contro il Parma, Baggio segna il gol della vittoria su rigore.

Baggio, divenuto capitano del club bianconero, solleva la Coppa UEFA 1992-1993.

Nella stagione 1992-1993 subisce la frattura della costola contro la Scozia nel novembre 1992, restando lontano dai campi per oltre un mese; durante questo periodo ha degli screzi con Trapattoni e con la dirigenza bianconera. Tra le tante marcature di Baggio in quest'annata, va ricordato il poker rifilato all'Udinese (5-1) l'8 novembre 1992, sua prima quaterna in carriera. In Coppa UEFA, in semifinale contro il Paris Saint-Germain, il fantasista realizza una doppietta nella gara di andata finita 2-1 per i bianconeri, terminando la serata come migliore in campo, e quindici giorni dopo, a Parigi, è ancora il numero dieci a siglare il successo per 0-1 che vale la finale, dove mette poi a referto un'altra doppietta nella sfida di andata, stavolta contro il Borussia Dortmund; al ritorno la Juventus vince per 3-0 e si aggiudica il trofeo, il primo della carriera per un Baggio che, grande protagonista del trionfo continentale, alla fine dell'anno solare è insignito del Pallone d'oro e del FIFA World Player, vincendo anche l'Onze d'or. Chiude la stagione, la prima con la fascia da capitano al braccio, con 21 gol in campionato (secondo nella classifica marcatori alle spalle di Giuseppe Signori), 6 in Coppa UEFA e 2 in Coppa Italia.

###### 1993-1995
Nel torneo 1993-1994, Trapattoni è solito schierarlo da mezzapunta, alternandolo con la giovane promessa Alessandro Del Piero, entrambi dietro a Gianluca Vialli. Nel precampionato, l'allenatore lo prova anche come trequartista arretrato dietro a Vialli e al neoacquisto Fabrizio Ravanelli, ma la squadra riesce a esprimersi al meglio solo quando Baggio avanza di posizione. Nel marzo 1994 è operato al menisco. A fine campionato la Juventus si piazza di nuovo al secondo posto, dietro al Milan di Fabio Capello che inanella il terzo scudetto consecutivo. Nel dicembre 1994 Baggio si classifica secondo nella graduatoria del Pallone d'oro, alle spalle di Hristo Stoičkov, e terzo in quella del FIFA World Player, dietro allo stesso bulgaro e al brasiliano Romário; nello stesso mese, la rivista Don Balón lo elegge «miglior giocatore della Cee». In questa stagione, Baggio sigla 17 marcature, chiudendo la graduatoria dei migliori realizzatori al terzo posto; spicca per bellezza il colpo di tacco sul campo di Udine del 2 gennaio 1994.

Baggio mostra alla tifoseria juventina il Pallone d'oro 1993

Nella stagione seguente, Marcello Lippi è chiamato a sostituire Trapattoni: il nuovo tecnico predilige il 4-3-3, modulo che costringe Baggio a ripiegare su un ruolo, quello di ala, poco adatto alle sue caratteristiche, tanto che a lui sono sovente preferiti Vialli, Ravanelli e un Del Piero sempre più lanciato in squadra. Dopo l'infortunio patito a Padova il 27 novembre 1994 al ginocchio destro, nel febbraio 1995 Baggio torna ad allenarsi con la squadra, ma la società piemontese decide di farlo sottoporre a operazione, rimandando così un rientro in campo che avviene solo dopo quasi cinque mesi, l'8 marzo 1995, nella semifinale di Coppa Italia contro la Lazio in cui, peraltro, fornisce l'assist per il decisivo gol di Ravanelli. Pur essendosi ristabilito e rientrato a pieno regime nell'organico titolare, la sua prolungata lontananza dai terreni di gioco favorisce la definitiva affermazione in casa juventina del ventenne Del Piero – sul quale la dirigenza bianconera e Lippi, per ragioni anagrafiche ed economiche, scelgono di puntare – riducendo le possibilità di un rinnovo del contratto di Baggio, in scadenza a giugno.
Da qui alla fine della stagione, il fantasista segna comunque alcuni gol decisivi per la conquista del double scudetto-coppa nazionale: tra di essi anche un rigore sul campo della sua ex Fiorentina, stavolta (a differenza di quattro anni prima) calciato, realizzato e festeggiato. Da notare anche la sua prestazione nella sfida decisiva contro il Parma, giocata a Torino il 21 maggio 1995 e vinta per 4-0, che permette ai bianconeri di rivincere il titolo italiano dopo nove anni: durante la partita, Baggio fornisce tre assist. Risulta decisivo anche in Coppa UEFA, competizione in cui segna 4 gol: nella semifinale di ritorno contro il Borussia Dortmund, giocata a Dortmund, sforna l'assist per la prima rete juventina da calcio d'angolo, e segna poi il gol-vittoria su calcio di punizione, portando la squadra bianconera in finale di coppa. La squadra torinese sarà poi sconfitta per 2-1 dal Parma nella doppia finale, la terza in carriera per Baggio nella manifestazione.

Da sinistra: Baggio con Fabrizio Ravanelli e Gianluca Vialli, il tridente d'attacco della Juventus campione d'Italia 1994-1995: il club torinese tornò allo scudetto dopo nove anni, mentre il Divin Codino colse il primo tricolore della carriera.

Nel giugno 1995, già in contrasto con Umberto Agnelli, Baggio non trova l'accordo con la società per il prolungamento: durante un ultimo colloquio con la dirigenza il giocatore chiede ai capi ultras bianconeri di assistere alla riunione per firmare un nuovo contratto, tuttavia il meeting fallisce non solo per questioni economiche (Baggio chiedeva 4 miliardi di ingaggio contro i 2 proposti dalla Juventus) ma anche per forti dissapori con la dirigenza. Termina la sua esperienza a Torino con 200 presenze e 115 reti, 78 delle quali nel solo campionato, ponendolo all’ottavo posto nella classifica dei migliori marcatori di sempre nella storia della Juventus (dal 2022 a pari merito con Paulo Dybala). Con i colori bianconeri ha conquistato uno scudetto, una Coppa Italia e una Coppa UEFA. L'ultima stagione in maglia juventina gli vale il quinto posto nella graduatoria del FIFA World Player e l'Onze d'argent alle spalle di George Weah.

##### Milan
Fra le proteste degli ultras juventini, e dopo avere rifiutato una più sostanziosa offerta dell'Inter, nel luglio 1995 Baggio si accorda con il Milan che per il suo cartellino sborsa, causa i parametri UEFA che in epoca pre-Bosman regolavano il mercato degli svincolati, un indennizzo di 18 miliardi di lire. Esordisce in rossonero il 27 agosto seguente, nella vittoria esterna sul Padova per 1-2, e segna il primo gol nel successivo impegno contro l'Udinese, realizzando il definitivo 2-1. Con la maglia del Milan vince subito lo scudetto, il secondo di fila per lui, segnando anche su rigore contro la Fiorentina nella vittoria per 3-1 che regala il titolo ai milanesi: diviene il quinto dei sei giocatori a vincere due campionati italiani consecutivi con due squadre diverse, dopo Giovanni Ferrari, Riccardo Toros, Eraldo Mancin e Alessandro Orlando, e prima del futuro compagno di squadra Andrea Pirlo. Parte titolare in quasi tutte le partite, ma è spesso sostituito dal tecnico Fabio Capello – che pure ne aveva caldeggiato l'acquisto in estate –, finendo per dare un contributo più marginale rispetto ai compagni di reparto George Weah e Dejan Savićević; ciò nonostante riesce a imporsi come migliore assist-man del campionato.

Baggio (a sinistra) alla stagione d'esordio nel Milan, mentre esce dal campo di San Siro con l'interista Ince in occasione di una stracittadina.

Nella stagione successiva sulla panchina del Milan arriva l'allenatore uruguaiano Óscar Tabárez. Baggio parte titolare e offre un buon rendimento nelle prime partite stagionali, esordendo anche in UEFA Champions League nella sconfitta casalinga contro il Porto dell'11 settembre 1996; il successivo 30 ottobre realizza contro l'IFK Göteborg la sua prima rete nella massima competizione europea. La crisi di risultati della squadra lo relega tuttavia in panchina, a favore di Marco Simone. A dicembre Tabárez si dimette, e al suo posto la società richiama l'ex Arrigo Sacchi, il quale, per accettare la proposta, rassegna a sua volta le dimissioni da commissario tecnico della nazionale italiana.
Tra Sacchi e Baggio, non ancora ambientatosi in maglia rossonera, ci sono vecchie ruggini risalenti al campionato del mondo 1994, dopo il quale le convocazioni in nazionale del giocatore erano diminuite fino a interrompersi, facendogli saltare il successivo europeo d'Inghilterra 1996. Al Milan il rapporto tra i due sembra inizialmente migliorare, ma si deteriora nuovamente nel febbraio 1997, allorché Baggio, stanco di essere escluso dall'undici titolare, a mezzo stampa si sfoga apertamente contro il tecnico. La situazione degenera due mesi dopo, quando, durante un Milan-Juventus perso nettamente 1-6 dai padroni di casa, Baggio non raccoglie l'invito dell'allenatore a scaldarsi per entrare in campo, a punteggio già compromesso; sarà il secondo di Sacchi, Pietro Carmignani, a far desistere il calciatore dalle sue posizioni.

Baggio supera il portiere nerazzurro Pagliuca e apre le marcature nel derby del 24 novembre 1996 (1-1).

Nonostante le incomprensioni con l'allenatore e la concorrenza di Simone, Savićević e Jesper Blomqvist, ai quali deve spesso cedere il posto, sul finire di aprile Baggio viene inaspettatamente richiamato in nazionale dal nuovo CT Cesare Maldini, a un anno e mezzo dall'ultima convocazione ricevuta da Sacchi. A fine stagione il Milan si piazza all'undicesimo posto, fuori dalle coppe europee.
Nell'estate 1997 Baggio si presenta al raduno milanista con l'intenzione di restare, ma il rientrante Capello non mostra progetti tecnici per lui; sentitosi escluso dall'ambiente, soprattutto dall'allenatore, decide di trasferirsi, dopo 67 presenze e 19 reti in rossonero.

##### Bologna
Il 9 luglio 1997 il Parma si accorda con il Milan per l'acquisto di Baggio per 3,5 miliardi di lire, ma l'affare non va in porto poiché il giocatore non rientra nei piani tattici dell'allenatore Carlo Ancelotti, il cui 4-4-2 non prevede l'impiego di un fantasista; inoltre l'attaccante Enrico Chiesa aveva preannunciato un suo trasferimento all'estero se Baggio fosse arrivato a Parma. A distanza di anni, Ancelotti si dichiarerà pentito di avere rinunciato al talento di Baggio.

Baggio (a destra) al Bologna nell'estate 1997, in posa per i fotografi insieme all'interista Ronaldo.

Avendo bisogno di giocare con continuità per guadagnarsi un posto fra i 22 che avrebbero preso parte al campionato del mondo 1998, il 18 luglio passa allora al Bologna per 5,5 miliardi di lire, voluto dal presidente Giuseppe Gazzoni Frascara, ma non dall'allenatore Renzo Ulivieri; nel contratto è presente una clausola che permette al calciatore di lasciare la società pagando una penale di 5 miliardi di lire.
Esordisce il 31 agosto 1997 nella sconfitta esterna con l'Atalanta (4-2), segnando su rigore il secondo gol dei felsinei. Quella nel Bologna è la stagione del record personale di marcature per Baggio, con 22 gol segnati in 30 partite: un bottino che contribuisce alla qualificazione del Bologna alla Coppa Intertoto UEFA e che vale al giocatore la convocazione per il mondiale di Francia. Baggio viene inoltre nominato capitano della squadra, indossando la fascia per qualche incontro prima di cederla a Giancarlo Marocchi.

Baggio esulta in maglia rossoblù nel corso del campionato 1997-1998

Anche in questa stagione si verificano alcune incomprensioni con l'allenatore di turno, Ulivieri, tanto che nel gennaio 1998 Baggio lascia il ritiro della squadra quando il tecnico gli comunica che non avrebbe giocato dall'inizio nella partita con la Juventus. Schierati dalla parte del calciatore, i tifosi chiedono anche l'esonero di Ulivieri tramite una petizione su internet. Nella sua autobiografia, Baggio accusa Ulivieri di essere stato invidioso della sua fama, in quanto la stampa attribuiva le vittorie del Bologna al suo talento, mettendo in ombra il lavoro dell'allenatore.

##### Inter
Nell'estate 1998 si trasferisce per circa 3,5 miliardi di lire all'Inter, che punta con decisione alla vittoria dello scudetto dopo il secondo posto dell'anno precedente. Il giocatore si inserisce in un reparto offensivo già piuttosto nutrito e composto, tra gli altri, dal Pallone d'oro in carica Ronaldo e dagli esperti Iván Zamorano e Youri Djorkaeff.
Esordisce con la nuova maglia il 12 agosto contro lo Skonto, nella gara di andata del secondo turno preliminare di Champions League, contribuendo al 4-0 finale con un gol e tre assist. Pur frenato da problemi alle ginocchia – che comportano spesso la sua esclusione dall'undici titolare, per indisponibilità o scelta tecnica – nella prima parte di stagione Baggio offre buone prestazioni e risulta determinante per la qualificazione dell'Inter ai quarti di finale di Champions League: nella penultima gara della fase a gironi, il 25 novembre 1998, realizza una doppietta nei minuti finali della sfida contro i campioni in carica del Real Madrid, fissando il risultato sul 3-1 per l'Inter, che ipoteca il passaggio del turno.
Il prosieguo dell'annata si rivela, tuttavia, negativo. Un avvio incerto in campionato e un gioco ritenuto poco convincente causano l'esonero di Luigi Simoni, estimatore di Baggio, a pochi giorni dalla succitata vittoria sul Real Madrid; guidata, in successione, da altri tre allenatori (Mircea Lucescu, Luciano Castellini e Roy Hodgson), la squadra incappa in una lunga crisi che si ripercuote, oltre che sulla classifica, sulla serenità del gruppo, finendo per condizionare anche il rendimento di Baggio: «Se non avessimo vinto 5-4 all'Olimpico contro la Roma, saremmo andati in B. Non c'era più una squadra, men che meno uno spogliatoio», ricorderà il fantasista.

Baggio in azione all'Inter, mentre dribbla il portiere madridista Illgner e segna la personale doppietta nella vittoriosa sfida di Champions League del 25 novembre 1998 (3-1).

Il deludente ottavo posto finale viene in parte compensato dallo status di semifinalista di Coppa Italia, grazie al quale l'Inter può contendere al Bologna un approdo in extremis alla successiva edizione della Coppa UEFA: nel doppio spareggio contro gli emiliani, però, i nerazzurri vengono sconfitti nonostante un gol di Baggio nella gara di andata, mancando dunque l'accesso alle coppe europee.
Nella stagione 1999-2000, sulla panchina dell'Inter siede Marcello Lippi, e l'impiego di Baggio diminuisce ulteriormente, al punto che il giocatore polemizzerà col tecnico viareggino, smentendo pubblicamente le voci su presunti guai fisici e affermando di essere spesso tenuto fuori per scelte personali dell'allenatore. In poco meno di sei mesi diviene la sesta (e ultima) scelta nel reparto offensivo, realizzando la prima rete stagionale solo sul finire di gennaio. Prossimo alla scadenza del contratto, il giocatore contribuirà comunque alla qualificazione dell'Inter in Champions League: nell'ultima giornata di campionato va a segno su rigore nel 2-0 contro il Cagliari, una vittoria che consente all'Inter di ottenere il quarto posto a pari merito con il Parma; nel successivo spareggio contro gli emiliani, vinto 3-1, sigla due reti – peraltro di pregevole fattura – che permettono ai milanesi di accedere ai preliminari della massima competizione europea per club, un successo che segue di cinque giorni la sconfitta in finale di Coppa Italia contro la Lazio.
Sveste la maglia nerazzurra dopo avere totalizzato 59 presenze e 17 reti.

##### Brescia

###### 2000-2002

Baggio (a destra) al suo arrivo al Brescia nell'estate 2000, con il presidente biancazzurro Luigi Corioni.

Svincolatosi dall'Inter, e dopo un'estate 2000 trascorsa da «disoccupato», il successivo 14 settembre si accorda con il Brescia – di cui diviene subito capitano –, con l'obiettivo dichiarato di partecipare al campionato del mondo 2002. Per contratto, se il presidente Luigi Corioni avesse esonerato l'allenatore Carlo Mazzone, Baggio sarebbe stato svincolato.
Debutta con il nuovo club il 16 settembre 2000 in Coppa Italia, in occasione del pareggio casalingo (0-0) contro la Juventus. Il 24 febbraio 2001, in campionato, realizza le prime reti con il Brescia nel 2-2 esterno contro la Fiorentina. Il successivo 1º aprile, sempre contro la sua ex squadra juventina, segna uno dei suoi gol più belli: Andrea Pirlo lo lancia con un preciso passaggio da centrocampo, e lui salta Edwin van der Sar con uno stop a seguire per poi insaccare a porta vuota, fissando il punteggio sul definitivo 1-1; il risultato allontanerà i torinesi dal vertice della classifica, guidata fino alla fine dalla Roma. Con 10 reti in campionato Baggio conduce la sua squadra all'8º posto – il miglior piazzamento mai ottenuto dal Brescia in Serie A – e alla qualificazione alla Coppa Intertoto UEFA, poi persa in finale contro il Paris Saint-Germain l'estate seguente, nonostante un doppio pareggio (0-0 al Parco dei Principi, 1-1 al Rigamonti), in virtù del gol siglato fuori casa dai parigini nella gara di ritorno (inutile il pari di Baggio su rigore). Inserito fra i 50 pretendenti per il Pallone d'oro 2001, giunge 25º nella classifica finale.
All'inizio della stagione 2001-2002 Baggio mostra un'ottima vena realizzativa, ritrovandosi capocannoniere con 8 gol dopo 7 giornate. Tuttavia, il 21 ottobre 2001 rimedia una distorsione al ginocchio sinistro in seguito a un contrasto con Filippo Cristante nella sfida contro il Piacenza: ripresosi rapidamente, rimedia un'altra distorsione una settimana più tardi, dopo un contrasto col centrocampista del Venezia Antonio Marasco, a cui segue la rottura del legamento crociato anteriore del ginocchio sinistro con lesione del menisco interno rimediata durante Parma-Brescia, nella semifinale di Coppa Italia. È operato a Bologna il 4 febbraio 2002 e riesce a rientrare in campo a 81 giorni dall'infortunio grazie a un pesante lavoro di rieducazione, a tre giornate dalla fine del campionato in casa contro la Fiorentina, gara del 21 aprile nella quale segna due gol. Nell'ultima di campionato contribuisce a salvare ancora il Brescia dalla retrocessione con un gol contro il Bologna (gara finita poi 3-0). La stagione si conclude con un bottino di 11 gol segnati in 12 partite, non sufficienti a garantirgli la convocazione per il mondiale: il commissario tecnico della nazionale Giovanni Trapattoni, infatti, non lo ritiene in forma ottimale per via del recente infortunio; ancora due decenni dopo, Baggio definirà quell'esclusione «un tradimento».

###### 2002-2004

Baggio capitano bresciano nella stagione 2003-2004, l'ultima della carriera da giocatore.

Il 15 dicembre 2002 Baggio segna su rigore la rete numero 300 in carriera, contribuendo alla vittoria sul Perugia per 3-1. Alla fine della stagione 2002-2003, grazie anche al contributo sottorete del Divin Codino, il Brescia si qualifica per la seconda volta nella sua storia alla Coppa Intertoto UEFA, in cui si ferma al terzo turno contro il Villarreal.
Prossimo al ritiro, annunciato nel dicembre 2003, il 14 marzo 2004 segna al Parma la 200ª rete in Serie A, diventando il quinto giocatore a raggiungere tale soglia dopo Meazza, Piola, Nordahl e Altafini; il successivo 9 maggio, alla penultima giornata, realizza il suo 205º e ultimo gol in A, nella vittoria casalinga per 2-1 contro la Lazio. Infine, il 16 maggio, disputa a 37 anni l'ultima partita della sua carriera, un Milan-Brescia (4-2) valevole per il turno conclusivo della stagione 2003-2004, fornendo l'assist per il gol di Matuzalém: alla sua uscita, cinque minuti prima della fine dell'incontro, viene abbracciato da Paolo Maldini e tutto il pubblico di San Siro gli tributa una lunga ovazione. Al termine della stagione, il Brescia ritira in suo onore la maglia numero dieci, da lui indossata per un quadriennio.
Dopo avere sempre centrato la salvezza durante la permanenza di Baggio, alla fine della stagione 2004-2005, successiva al suo ritiro, il Brescia retrocederà in Serie B.

#### Nazionale

##### Nazionali giovanili
Nel 1984 ha giocato 4 incontri segnando 3 gol con l'Italia under 16.
Conta anche una convocazione nella rappresentativa Under-21 guidata da Cesare Maldini, in occasione della vittoria contro la Svizzera del 16 ottobre 1987: la gara, valida per le qualificazioni al campionato d'Europa 1988 e vinta 3-0 dagli azzurrini, non lo vede però scendere in campo.

##### Nazionale maggiore

###### 1988-1990
(Gianni Brera su la Repubblica del 21 settembre 1989, all'indomani dei due gol realizzati da Baggio in un'amichevole con la Bulgaria)

Baggio e Aldo Serena (sulla sinistra) lasciano il campo del Bentegodi di Verona al termine dell'amichevole contro l'Uruguay (1-1) del 22 aprile 1989, in cui il Divin Codino trovò la sua prima rete con la nazionale maggiore.

Convocato dal commissario tecnico Azeglio Vicini, esordisce in nazionale A il 16 novembre 1988, a 21 anni, in occasione della partita amichevole contro i Paesi Bassi (1-0), organizzata in ricorrenza del 90º anniversario dell'istituzione della FIGC. In questa gara di esordio Baggio fornisce l'assist per il gol decisivo di Vialli. Segna il suo primo gol in nazionale il 22 aprile 1989, su calcio di punizione, nella partita amichevole contro l'Uruguay (1-1) disputata a Verona; nella successiva amichevole con la Bulgaria realizza la prima doppietta in maglia azzurra.
Partecipa al campionato del mondo 1990, durante il quale gioca con il numero 15. Nelle prime due partite è lasciato in panchina da Vicini ma, alla sua prima presenza, contro la Cecoslovacchia, mette a segno un gol memorabile, considerato il più bello di quel mondiale e settimo nella classifica del più grande gol nella storia della Coppa del Mondo FIFA, partendo da metà campo dopo uno scambio con Giuseppe Giannini e superando in dribbling quattro avversari.
Così nelle due successive partite della fase a eliminazione diretta è schierato titolare al fianco di Salvatore Schillaci, contribuendo con giocate decisive alle reti realizzate dal compagno di reparto contro Uruguay e Irlanda (peraltro, segna egli stesso due gol, entrambi annullati). Nonostante le buone prestazioni, nella decisiva semifinale di Napoli contro l'Argentina campione in carica di Diego Armando Maradona, l'allenatore punta su un poco convincente Gianluca Vialli; Baggio entra in campo al posto di Giannini solo al 73', arrivando vicino al gol con una punizione all'incrocio dei pali, che però viene parata da Sergio Goycochea. Baggio segna il suo tiro dal dischetto nella serie di rigori che premia l'Argentina, dopo gli errori di Roberto Donadoni e Aldo Serena.

Baggio, vanamente contrastato da Kadlec, sigla il definitivo 2-0 alla Cecoslovacchia nella fase a gironi del ; la rete dell'azzurro sarà eletta quale la più bella dell'edizione nonché, nel 2002, la settima nella fin lì storia dei mondiali.

Nella finale per il terzo posto, disputata a Bari, contro l'Inghilterra, mette a segno un altro gol e lascia calciare a Schillaci il rigore del definitivo 2-1 per l'Italia, in modo da permettere al compagno di vincere la classifica dei marcatori del torneo.

###### 1990-1994
(Roberto Baggio)
Dopo il mancato accesso al campionato d'Europa 1992 e il conseguente esonero di Vicini, sostituito da Arrigo Sacchi, Baggio segna 5 gol nelle fasi di qualificazione al campionato del mondo 1994 (durante la quale rimedia una costola incrinata, infortunio che lo tiene lontano dal campo per un mese), risultando il miglior marcatore italiano e aiutando la squadra azzurra ad arrivare prima nel proprio girone. Frattanto, il 18 novembre 1992 scende in campo da capitano nello 0-0 contro la Scozia, unica occasione in cui ha indossato la fascia dal primo minuto.
Reduce da una stagione condizionata da lievi ma fastidiosi acciacchi, nelle prime tre partite del mondiale Baggio non offre prestazioni convincenti, anzi è ritenuto tra le grandi delusioni del torneo. Nel secondo incontro con la Norvegia, è sostituito per far posto al secondo portiere Luca Marchegiani, dopo l'espulsione di Gianluca Pagliuca. Sacchi decide di far uscire proprio lui: restano famose le immagini televisive quando il CT decide per il cambio, seguite dai gesti e dall'espressione basita di Baggio, e soprattutto dal suo labiale «ma questo è matto!». Alla fine della partita contro il Messico, rimedia un lieve infortunio che però non gli impedisce di continuare a giocare la competizione. Riferendosi al suo sguardo prima dell'incontro, il presidente Gianni Agnelli lo definisce un «coniglio bagnato», espressione che rimarrà celebre negli anni a seguire.

Baggio contrastato dal transalpino Di Meco nella classica tra Italia e (0-1) del 16 febbraio 1994.

È solo agli ottavi (conquistati dagli azzurri grazie al ripescaggio) che inizia il "vero" mondiale di Baggio, che ne è protagonista. Di fronte a una Nigeria campione d'Africa in carica e passata presto in vantaggio, l'Italia si ritrova nuovamente in inferiorità per un cartellino rosso dato a Gianfranco Zola. A due minuti dal termine, con gli azzurri vicini all'eliminazione, Baggio riceve un pallone sul limite dell'area da Roberto Mussi e lascia partire un tiro rasoterra e angolato che entra alla destra del portiere Rufai, passando fra una selva di gambe e portando l'Italia al pareggio; nel primo tempo supplementare è ancora decisivo, realizzando il rigore del 2-1 definitivo.
Ai quarti, contro la Spagna, è sempre Baggio a chiudere la gara negli ultimi minuti di gioco su assist di Giuseppe Signori, segnando quasi allo scadere la rete del 2-1 finale.
La semifinale con la Bulgaria vede nuovamente un 2-1 per gli azzurri, grazie a una nuova doppietta di Baggio. Baggio sale a 5 reti nel mondiale statunitense e porta l'Italia in finale dopo dodici anni, ma nell'ultima frazione rimane vittima di uno stiramento, complici il caldo e la fatica.
Nell'ultimo atto al Rose Bowl di Pasadena con il Brasile, Sacchi decide ugualmente di rischiare il suo numero dieci, che non ha recuperato a pieno dopo lo stiramento nella precedente partita. Baggio paga l'infortunio e non riesce a essere decisivo come nelle partite precedenti. Il match rimane bloccato sullo 0-0 sino alla fine dei tempi supplementari, e così sono i tiri di rigore a dare la vittoria ai sudamericani per 3-2, con l'ultimo tentativo azzurro sbagliato proprio da Baggio, che manda la palla alta sopra la traversa.

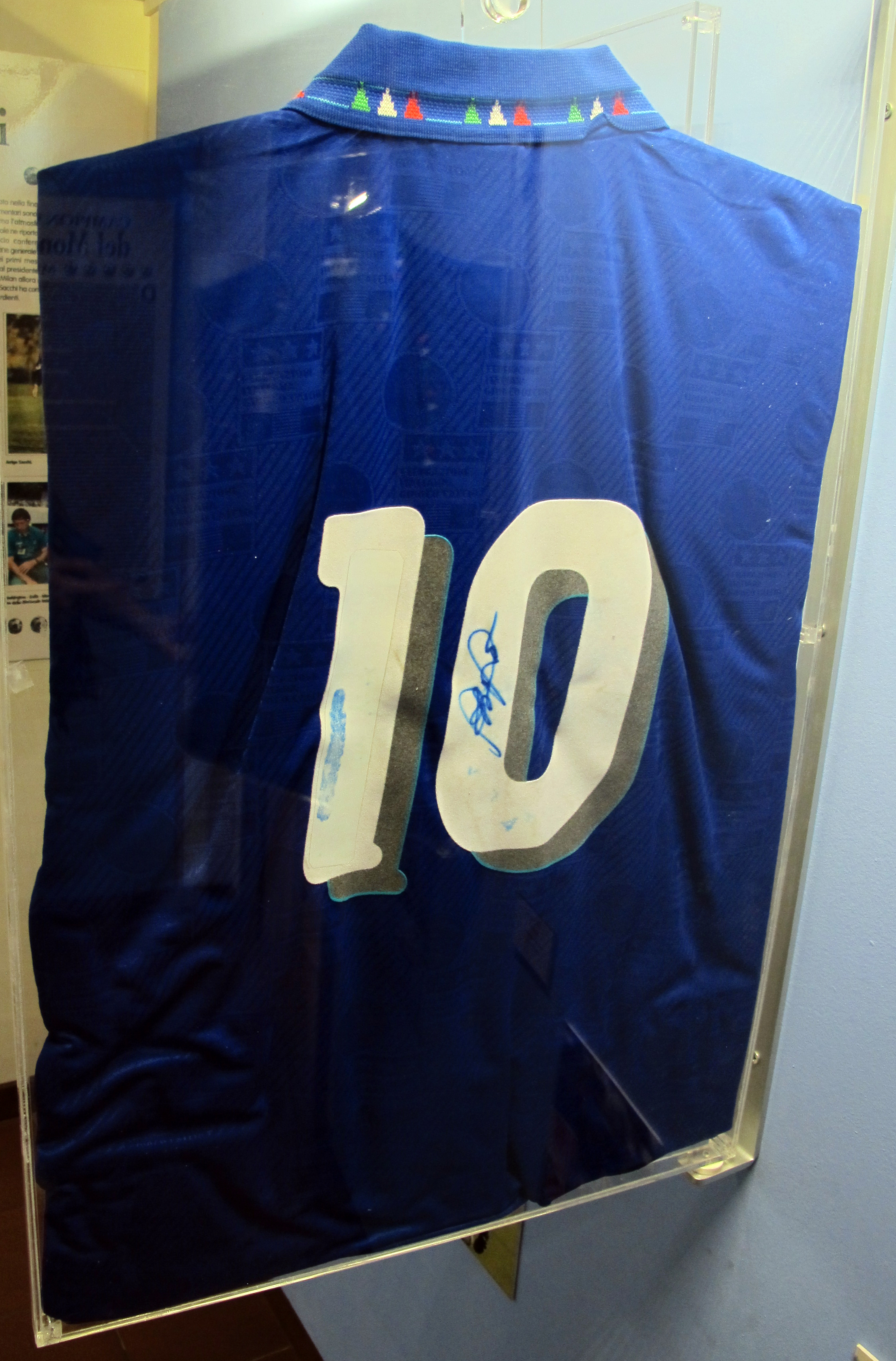
Una maglia azzurra numero dieci autografata e usata da Baggio al

Baggio viene premiato col Pallone d'argento dei mondiali, risultando il secondo miglior giocatore del torneo dopo il brasiliano Romário, che si laureò campione del mondo. Con 5 gol, Baggio si laurea inoltre vice capocannoniere del torneo, assieme a Romário, Kennet Andersson e Jürgen Klinsmann, superato solamente da Hristo Stoičkov e Oleg Salenko. Nel 1994 Baggio si classifica secondo nella classifica del Pallone d'oro e terzo in quella del FIFA World Player, e nello stesso anno gli viene assegnato l'Onze de Bronze.

###### 1994-1998
Terminato il mondiale oltreoceano, la nazionale italiana comincia il percorso di qualificazione al campionato d'Europa 1996 con prestazioni poco convincenti, culminate in una modesta prova casalinga contro la Croazia (1-2), dopo la quale Baggio critica l'operato di Sacchi; l'Italia riesce comunque ad approdare alla fase finale del torneo senza patemi, ma Baggio, i cui rapporti col CT appaiono ormai freddi, viene impiegato solo in due occasioni e infine escluso dall'elenco dei convocati per l'europeo, a vantaggio di Enrico Chiesa.
Dopo essere rimasto fuori dal giro azzurro per quasi due anni, a fine aprile 1997 viene riconvocato dal nuovo CT Cesare Maldini per la partita casalinga contro la Polonia, valida per le qualificazioni al campionato del mondo 1998; entrato dalla panchina, mette a segno il terzo gol nella vittoria italiana per 3-0. Al termine dell'ottima stagione 1997-1998, Baggio – che fino a un anno prima era considerato da Maldini la riserva di Gianfranco Zola – viene convocato per Francia 1998, battendo la concorrenza di Pierluigi Casiraghi nonché dei succitati Chiesa e Zola, tutti in lizza per l'ultimo posto disponibile nel settore offensivo.
L'opinione pubblica si divide sul dualismo tra lo stesso Baggio e Alessandro Del Piero, più adatto agli schemi del CT ma anche reduce da un infortunio, rimediato nella finale di Champions League di poche settimane prima, che ne frena l'impiego. Baggio parte titolare in attacco al fianco di Vieri contro il Cile nella prima partita, rivelandosi decisivo: prima fornisce l'assist per il gol iniziale di Vieri, poi si procura e segna il rigore che riporta l'Italia sul pari dopo la rimonta cilena.

Baggio (a sinistra) a Coverciano nell'aprile 1997, di nuovo in azzurro dopo un biennio di assenza, insieme al commissario tecnico Cesare Maldini.

Nella seconda partita, vinta 3-0 contro il Camerun, Baggio gioca nuovamente dal primo minuto e sforna l'assist per il primo gol di Luigi Di Biagio con un cross in seguito a un calcio d'angolo. In questa occasione si consuma la prima «staffetta» con Del Piero, riproposta anche nella gara successiva contro l'Austria, ma a parti invertite: stavolta è Baggio a subentrare al fantasista della Juventus, andando poi a realizzare il gol del 2-0.
Non impiegato nella partita degli ottavi contro la Norvegia, entra nel corso della partita con la Francia, valida per i quarti di finale, al posto di Del Piero; nei supplementari, lanciato da Demetrio Albertini, sfiora il golden goal, calciando in corsa al volo un pallone che sfila rasente il palo destro della porta di Fabien Barthez. Nell'epilogo ai tiri di rigore trasforma il primo tentativo azzurro dagli 11 metri, ma l'Italia viene eliminata dopo gli errori di Albertini e Di Biagio.
Grazie ai due gol realizzati, eguaglia il record italiano di marcature nei mondiali detenuto da Paolo Rossi a quota 9 reti (il record verrà poi raggiunto anche da Christian Vieri), e diventa l'unico giocatore italiano ad avere segnato in tre mondiali diversi.

###### 1998-2004

Baggio in nazionale nel 1999, al tramonto della sua esperienza azzurra.

Al termine del mondiale, disputa 3 partite sotto la guida di Dino Zoff, che tuttavia non lo include nell'elenco dei convocati per il campionato d'Europa 2000. Salta anche il successivo campionato del mondo 2002: il nuovo CT Giovanni Trapattoni, che nell'aprile 2001 si era detto favorevole a chiamare Baggio se questi fosse stato in buona forma, decide di non convocarlo perché a suo avviso non è in condizione di giocare; la mancata convocazione sarà motivo di grande amarezza per il fantasista veneto.
Due anni dopo, il 28 aprile 2004, sarà lo stesso Trapattoni a convocarlo per l'ultima volta in nazionale, in occasione di una partita amichevole contro la Spagna: per il trentasettenne Baggio si tratta di una convocazione-tributo simile a quella ricevuta da Silvio Piola nel 1952; l'ultima sua presenza risaliva alla partita di qualificazione all'europeo 2000 contro la Bielorussia del 31 marzo 1999, col CT Zoff. Nel secondo tempo, dopo l'uscita dal campo di Fabio Cannavaro, indossa la fascia da capitano e riceve una standing ovation dal pubblico di Genova quando viene sostituito negli ultimi minuti da Fabrizio Miccoli.
Per via delle sue prestazioni, parte dell'opinione pubblica e della stampa spingono per vederlo in campo in quello che avrebbe potuto essere il suo primo europeo, quello di Portogallo 2004, e nel torneo olimpico dello stesso anno, ma quella di Genova resterà la sua ultima apparizione in azzurro.
In nazionale totalizza 56 presenze e 27 reti, che lo pongono al quarto posto, insieme ad Alessandro Del Piero, tra i migliori marcatori della storia azzurra, preceduto da Gigi Riva, Piola e Giuseppe Meazza.

### Dopo il ritiro

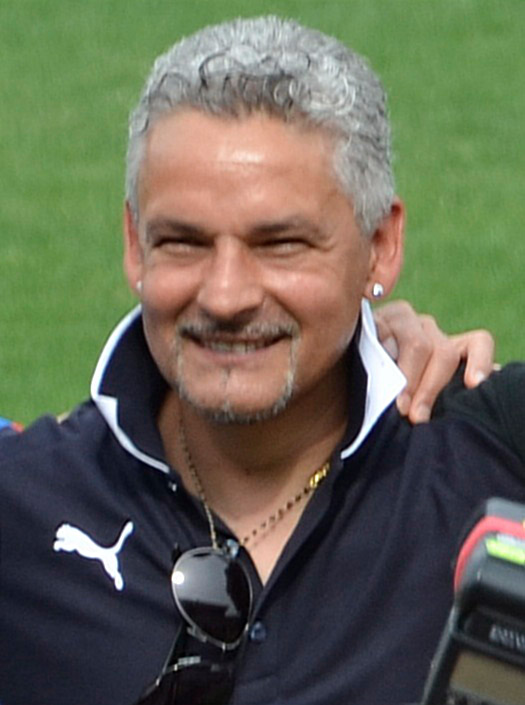
Baggio nel 2013

Su proposta del presidente della FIGC, Giancarlo Abete, e d'accordo con il presidente dell'AIAC, Renzo Ulivieri, il 4 agosto 2010 viene ufficializzata la nomina di Baggio a presidente del Settore Tecnico della Federazione.
Il 5 luglio 2012 acquisisce a Coverciano il titolo di allenatore di Prima Categoria UEFA Pro e quindi il diritto di ricoprire il ruolo di tecnico in una squadra della massima serie.
Il 23 gennaio 2013 lascia la carica di presidente del Settore Tecnico, non senza polemica: «Non ci tengo alle poltrone. Il mio programma di 900 pagine, presentato a novembre 2011, è rimasto lettera morta, e ne traggo le conseguenze».

## Statistiche
Tra club, nazionale maggiore, nazionale giovanile e FIFA World Stars, Baggio ha giocato globalmente 706 partite segnando 323 reti, alla media di 0,46 gol a partita.

### Presenze e reti nei club
| Stagione            | Squadra             | Campionato          | Campionato | Campionato | Coppe nazionali | Coppe nazionali | Coppe nazionali | Coppe continentali | Coppe continentali | Coppe continentali | Altre coppe | Altre coppe | Altre coppe | Totale | Totale |
| Stagione            | Squadra             | Comp                | Pres       | Reti       | Comp            | Pres            | Reti            | Comp               | Pres               | Reti               | Comp        | Pres        | Reti        | Pres   | Reti   |
| ------------------- | ------------------- | ------------------- | ---------- | ---------- | --------------- | --------------- | --------------- | ------------------ | ------------------ | ------------------ | ----------- | ----------- | ----------- | ------ | ------ |
| 1982-1983           | Lanerossi Vicenza   | C1                  | 1          | 0          | CI              | 0               | 0               | -                  | -                  | -                  | -           | -           | -           | 1      | 0      |
| 1983-1984           | Lanerossi Vicenza   | C1                  | 6          | 1          | CI+CI-C         | 4+2             | 0+1             | -                  | -                  | -                  | -           | -           | -           | 12     | 2      |
| 1984-1985           | Lanerossi Vicenza   | C1                  | 29         | 12         | CI              | 5               | 2               | -                  | -                  | -                  | -           | -           | -           | 34     | 14     |
| Totale L.R. Vicenza | Totale L.R. Vicenza | Totale L.R. Vicenza | 36         | 13         |                 | 11              | 3               |                    | -                  | -                  |             | -           | -           | 47     | 16     |
| 1985-1986           | Fiorentina          | A                   | 0          | 0          | CI              | 5               | 0               | -                  | -                  | -                  | -           | -           | -           | 5      | 0      |
| 1986-1987           | Fiorentina          | A                   | 5          | 1          | CI              | 4               | 2               | CU                 | 1                  | 0                  | -           | -           | -           | 10     | 3      |
| 1987-1988           | Fiorentina          | A                   | 27         | 6          | CI              | 7               | 3               | -                  | -                  | -                  | -           | -           | -           | 34     | 9      |
| 1988-1989           | Fiorentina          | A                   | 30+1       | 15+0       | CI              | 10              | 9               | -                  | -                  | -                  | -           | -           | -           | 41     | 24     |
| 1989-1990           | Fiorentina          | A                   | 32         | 17         | CI              | 2               | 1               | CU                 | 12                 | 1                  | -           | -           | -           | 46     | 19     |
| Totale Fiorentina   | Totale Fiorentina   | Totale Fiorentina   | 94+1       | 39         |                 | 28              | 15              |                    | 13                 | 1                  |             | -           | -           | 136    | 55     |
| 1990-1991           | Juventus            | A                   | 33         | 14         | CI              | 5               | 3               | CdC                | 8                  | 9                  | SI          | 1           | 1           | 47     | 27     |
| 1991-1992           | Juventus            | A                   | 32         | 18         | CI              | 8               | 4               | -                  | -                  | -                  | -           | -           | -           | 40     | 22     |
| 1992-1993           | Juventus            | A                   | 27         | 21         | CI              | 7               | 3               | CU                 | 9                  | 6                  | -           | -           | -           | 43     | 30     |
| 1993-1994           | Juventus            | A                   | 32         | 17         | CI              | 2               | 2               | CU                 | 7                  | 3                  | -           | -           | -           | 41     | 22     |
| 1994-1995           | Juventus            | A                   | 17         | 8          | CI              | 4               | 2               | CU                 | 8                  | 4                  | -           | -           | -           | 29     | 14     |
| Totale Juventus     | Totale Juventus     | Totale Juventus     | 141        | 78         |                 | 26              | 14              |                    | 32                 | 22                 |             | 1           | 1           | 200    | 115    |
| 1995-1996           | Milan               | A                   | 28         | 7          | CI              | 1               | 0               | CU                 | 5                  | 3                  | -           | -           | -           | 34     | 10     |
| 1996-1997           | Milan               | A                   | 23         | 5          | CI              | 5               | 3               | UCL                | 5                  | 1                  | -           | -           | -           | 33     | 9      |
| Totale Milan        | Totale Milan        | Totale Milan        | 51         | 12         |                 | 6               | 3               |                    | 10                 | 4                  |             | -           | -           | 67     | 19     |
| 1997-1998           | Bologna             | A                   | 30         | 22         | CI              | 3               | 1               | -                  | -                  | -                  | -           | -           | -           | 33     | 23     |
| 1998-1999           | Inter               | A                   | 23         | 5          | CI              | 4+2             | 0+1             | UCL                | 6                  | 4                  | -           | -           | -           | 35     | 10     |
| 1999-2000           | Inter               | A                   | 18+1       | 4+2        | CI              | 5               | 1               | -                  | -                  | -                  | -           | -           | -           | 24     | 7      |
| Totale Inter        | Totale Inter        | Totale Inter        | 41+1       | 9+2        |                 | 9+2             | 1+1             |                    | 6                  | 4                  |             | -           | -           | 59     | 17     |
| 2000-2001           | Brescia             | A                   | 25         | 10         | CI              | 3               | 0               | -                  | -                  | -                  | -           | -           | -           | 28     | 10     |
| 2001-2002           | Brescia             | A                   | 12         | 11         | CI              | 1               | 0               | Int                | 2                  | 1                  | -           | -           | -           | 15     | 12     |
| 2002-2003           | Brescia             | A                   | 32         | 12         | CI              | 0               | 0               | -                  | -                  | -                  | -           | -           | -           | 32     | 12     |
| 2003-2004           | Brescia             | A                   | 26         | 12         | CI              | 0               | 0               | -                  | -                  | -                  | -           | -           | -           | 26     | 12     |
| Totale Brescia      | Totale Brescia      | Totale Brescia      | 95         | 45         |                 | 4               | 0               |                    | 2                  | 1                  |             | -           | -           | 101    | 46     |
| Totale carriera     | Totale carriera     | Totale carriera     | 488+2      | 218+2      |                 | 89              | 38              |                    | 63                 | 32                 |             | 1           | 1           | 643    | 291    |

### Cronologia presenze e reti in nazionale
| Cronologia completa delle presenze e delle reti in nazionale ― Italia | Cronologia completa delle presenze e delle reti in nazionale ― Italia | Cronologia completa delle presenze e delle reti in nazionale ― Italia | Cronologia completa delle presenze e delle reti in nazionale ― Italia | Cronologia completa delle presenze e delle reti in nazionale ― Italia | Cronologia completa delle presenze e delle reti in nazionale ― Italia | Cronologia completa delle presenze e delle reti in nazionale ― Italia | Cronologia completa delle presenze e delle reti in nazionale ― Italia |
| Data                                                                  | Città                                                                 | In casa                                                               | Risultato                                                             | Ospiti                                                                | Competizione                                                          | Reti                                                                  | Note                                                                  |
| --------------------------------------------------------------------- | --------------------------------------------------------------------- | --------------------------------------------------------------------- | --------------------------------------------------------------------- | --------------------------------------------------------------------- | --------------------------------------------------------------------- | --------------------------------------------------------------------- | --------------------------------------------------------------------- |
| 16-11-1988                                                            | Roma                                                                  | Italia                                                                | 1 – 0                                                                 | Paesi Bassi                                                           | Amichevole                                                            | -                                                                     |                                                                       |
| 29-3-1989                                                             | Sibiu                                                                 | Romania                                                               | 1 – 0                                                                 | Italia                                                                | Amichevole                                                            | -                                                                     | 65’                                                                   |
| 22-4-1989                                                             | Verona                                                                | Italia                                                                | 1 – 1                                                                 | Uruguay                                                               | Amichevole                                                            | 1                                                                     |                                                                       |
| 20-9-1989                                                             | Cesena                                                                | Italia                                                                | 4 – 0                                                                 | Bulgaria                                                              | Amichevole                                                            | 2                                                                     |                                                                       |
| 14-10-1989                                                            | Bologna                                                               | Italia                                                                | 0 – 1                                                                 | Brasile                                                               | Amichevole                                                            | -                                                                     |                                                                       |
| 11-11-1989                                                            | Vicenza                                                               | Italia                                                                | 1 – 0                                                                 | Algeria                                                               | Amichevole                                                            | -                                                                     |                                                                       |
| 15-11-1989                                                            | Londra                                                                | Inghilterra                                                           | 0 – 0                                                                 | Italia                                                                | Amichevole                                                            | -                                                                     | 82’                                                                   |
| 21-2-1990                                                             | Rotterdam                                                             | Paesi Bassi                                                           | 0 – 0                                                                 | Italia                                                                | Amichevole                                                            | -                                                                     | 72’                                                                   |
| 19-6-1990                                                             | Roma                                                                  | Italia                                                                | 2 – 0                                                                 | Cecoslovacchia                                                        | Mondiali 1990 - 1º turno                                              | 1                                                                     |                                                                       |
| 25-6-1990                                                             | Roma                                                                  | Italia                                                                | 2 – 0                                                                 | Uruguay                                                               | Mondiali 1990 - Ottavi di finale                                      | -                                                                     | 79’                                                                   |
| 30-6-1990                                                             | Roma                                                                  | Italia                                                                | 1 – 0                                                                 | Irlanda                                                               | Mondiali 1990 - Quarti di finale                                      | -                                                                     | 71’                                                                   |
| 3-7-1990                                                              | Napoli                                                                | Argentina                                                             | 1 – 1 dts (4-3 dtr)                                                   | Italia                                                                | Mondiali 1990 - Semifinale                                            | -                                                                     | 75’                                                                   |
| 7-7-1990                                                              | Bari                                                                  | Italia                                                                | 2 – 1                                                                 | Inghilterra                                                           | Mondiali 1990 - Finale 3º-4º posto                                    | 1                                                                     |                                                                       |
| 26-9-1990                                                             | Palermo                                                               | Italia                                                                | 1 – 0                                                                 | Paesi Bassi                                                           | Amichevole                                                            | 1                                                                     |                                                                       |
| 17-10-1990                                                            | Budapest                                                              | Ungheria                                                              | 1 – 1                                                                 | Italia                                                                | Qual. Euro 1992                                                       | 1                                                                     |                                                                       |
| 3-11-1990                                                             | Roma                                                                  | Italia                                                                | 0 – 0                                                                 | Unione Sovietica                                                      | Qual. Euro 1992                                                       | -                                                                     |                                                                       |
| 25-9-1991                                                             | Sofia                                                                 | Bulgaria                                                              | 2 – 1                                                                 | Italia                                                                | Amichevole                                                            | -                                                                     | 46’                                                                   |
| 21-12-1991                                                            | Foggia                                                                | Italia                                                                | 2 – 0                                                                 | Cipro                                                                 | Qual. Euro 1992                                                       | 1                                                                     | 66’                                                                   |
| 19-2-1992                                                             | Cesena                                                                | Italia                                                                | 4 – 0                                                                 | San Marino                                                            | Amichevole                                                            | 2                                                                     |                                                                       |
| 25-3-1992                                                             | Torino                                                                | Italia                                                                | 1 – 0                                                                 | Germania                                                              | Amichevole                                                            | 1                                                                     | 90+1’                                                                 |
| 31-5-1992                                                             | New Haven                                                             | Italia                                                                | 0 – 0                                                                 | Portogallo                                                            | U.S. Cup 1992                                                         | -                                                                     | 71’                                                                   |
| 6-6-1992                                                              | Chicago                                                               | Stati Uniti                                                           | 1 – 1                                                                 | Italia                                                                | U.S. Cup 1992                                                         | 1                                                                     | 74’                                                                   |
| 9-9-1992                                                              | Eindhoven                                                             | Paesi Bassi                                                           | 2 – 3                                                                 | Italia                                                                | Amichevole                                                            | 1                                                                     | 78’                                                                   |
| 14-10-1992                                                            | Cagliari                                                              | Italia                                                                | 2 – 2                                                                 | Svizzera                                                              | Qual. Mondiali 1994                                                   | 1                                                                     |                                                                       |
| 18-11-1992                                                            | Glasgow                                                               | Scozia                                                                | 0 – 0                                                                 | Italia                                                                | Qual. Mondiali 1994                                                   | -                                                                     | Cap.                                                                  |
| 20-1-1993                                                             | Firenze                                                               | Italia                                                                | 2 – 0                                                                 | Messico                                                               | Amichevole                                                            | 1                                                                     |                                                                       |
| 24-2-1993                                                             | Porto                                                                 | Portogallo                                                            | 1 – 3                                                                 | Italia                                                                | Qual. Mondiali 1994                                                   | 1                                                                     | 85’                                                                   |
| 14-4-1993                                                             | Trieste                                                               | Italia                                                                | 2 – 0                                                                 | Estonia                                                               | Qual. Mondiali 1994                                                   | 1                                                                     |                                                                       |
| 1-5-1993                                                              | Berna                                                                 | Svizzera                                                              | 1 – 0                                                                 | Italia                                                                | Qual. Mondiali 1994                                                   | -                                                                     |                                                                       |
| 22-9-1993                                                             | Tallinn                                                               | Estonia                                                               | 0 – 3                                                                 | Italia                                                                | Qual. Mondiali 1994                                                   | 2                                                                     |                                                                       |
| 13-10-1993                                                            | Roma                                                                  | Italia                                                                | 3 – 1                                                                 | Scozia                                                                | Qual. Mondiali 1994                                                   | -                                                                     |                                                                       |
| 17-11-1993                                                            | Milano                                                                | Italia                                                                | 1 – 0                                                                 | Portogallo                                                            | Qual. Mondiali 1994                                                   | -                                                                     |                                                                       |
| 16-2-1994                                                             | Napoli                                                                | Italia                                                                | 0 – 1                                                                 | Francia                                                               | Amichevole                                                            | -                                                                     |                                                                       |
| 27-5-1994                                                             | Parma                                                                 | Italia                                                                | 2 – 0                                                                 | Finlandia                                                             | Amichevole                                                            | -                                                                     | 46’                                                                   |
| 3-6-1994                                                              | Roma                                                                  | Italia                                                                | 1 – 0                                                                 | Svizzera                                                              | Amichevole                                                            | -                                                                     |                                                                       |
| 11-6-1994                                                             | New Haven                                                             | Italia                                                                | 1 – 0                                                                 | Costa Rica                                                            | Amichevole                                                            | -                                                                     |                                                                       |
| 18-6-1994                                                             | New York                                                              | Italia                                                                | 0 – 1                                                                 | Irlanda                                                               | Mondiali 1994 - 1º turno                                              | -                                                                     |                                                                       |
| 23-6-1994                                                             | New York                                                              | Italia                                                                | 1 – 0                                                                 | Norvegia                                                              | Mondiali 1994 - 1º turno                                              | -                                                                     | 21’                                                                   |
| 28-6-1994                                                             | Washington                                                            | Italia                                                                | 1 – 1                                                                 | Messico                                                               | Mondiali 1994 - 1º turno                                              | -                                                                     |                                                                       |
| 5-7-1994                                                              | Boston                                                                | Nigeria                                                               | 1 – 2 dts                                                             | Italia                                                                | Mondiali 1994 - Ottavi di finale                                      | 2                                                                     |                                                                       |
| 9-7-1994                                                              | Boston                                                                | Italia                                                                | 2 – 1                                                                 | Spagna                                                                | Mondiali 1994 - Quarti di finale                                      | 1                                                                     |                                                                       |
| 13-7-1994                                                             | New York                                                              | Italia                                                                | 2 – 1                                                                 | Bulgaria                                                              | Mondiali 1994 - Semifinale                                            | 2                                                                     | 71’                                                                   |
| 17-7-1994                                                             | Pasadena                                                              | Brasile                                                               | 0 – 0 dts (3-2 dtr)                                                   | Italia                                                                | Mondiali 1994 - Finale                                                | -                                                                     |                                                                       |
| 16-11-1994                                                            | Palermo                                                               | Italia                                                                | 1 – 2                                                                 | Croazia                                                               | Qual. Euro 1996                                                       | -                                                                     |                                                                       |
| 6-9-1995                                                              | Udine                                                                 | Italia                                                                | 1 – 0                                                                 | Slovenia                                                              | Qual. Euro 1996                                                       | -                                                                     | 60’                                                                   |
| 30-4-1997                                                             | Napoli                                                                | Italia                                                                | 3 – 0                                                                 | Polonia                                                               | Qual. Mondiali 1998                                                   | 1                                                                     | 51’                                                                   |
| 10-9-1997                                                             | Tbilisi                                                               | Georgia                                                               | 0 – 0                                                                 | Italia                                                                | Qual. Mondiali 1998                                                   | -                                                                     | 73’                                                                   |
| 2-6-1998                                                              | Göteborg                                                              | Svezia                                                                | 1 – 0                                                                 | Italia                                                                | Amichevole                                                            | -                                                                     |                                                                       |
| 11-6-1998                                                             | Bordeaux                                                              | Italia                                                                | 2 – 2                                                                 | Cile                                                                  | Mondiali 1998 - 1º turno                                              | 1                                                                     |                                                                       |
| 17-6-1998                                                             | Montpellier                                                           | Italia                                                                | 3 – 0                                                                 | Camerun                                                               | Mondiali 1998 - 1º turno                                              | -                                                                     | 65’                                                                   |
| 23-6-1998                                                             | Saint-Denis                                                           | Italia                                                                | 2 – 1                                                                 | Austria                                                               | Mondiali 1998 - 1º turno                                              | 1                                                                     | 73’                                                                   |
| 3-7-1998                                                              | Parigi                                                                | Italia                                                                | 0 – 0 dts (3-4 dtr)                                                   | Francia                                                               | Mondiali 1998 - Quarti di finale                                      | -                                                                     | 67’                                                                   |
| 5-9-1998                                                              | Liverpool                                                             | Galles                                                                | 0 – 2                                                                 | Italia                                                                | Qual. Euro 2000                                                       | -                                                                     | 75’                                                                   |
| 10-2-1999                                                             | Pisa                                                                  | Italia                                                                | 0 – 0                                                                 | Norvegia                                                              | Amichevole                                                            | -                                                                     | 81’                                                                   |
| 31-3-1999                                                             | Ancona                                                                | Italia                                                                | 1 – 1                                                                 | Bielorussia                                                           | Qual. Euro 2000                                                       | -                                                                     | 64’                                                                   |
| 28-4-2004                                                             | Genova                                                                | Italia                                                                | 1 – 1                                                                 | Spagna                                                                | Amichevole                                                            | -                                                                     | 87’                                                                   |
| Totale                                                                |                                                                       | Presenze (40º posto)                                                  | 56                                                                    |                                                                       | Reti (4º posto)                                                       | 27                                                                    |                                                                       |

### Cronologia presenze e reti nella selezione FIFA World Stars
| Data       | Città     | In casa              | Risultato | Ospiti           | Reti |
| ---------- | --------- | -------------------- | --------- | ---------------- | ---- |
| 25-4-2000  | Sarajevo  | Bosnia ed Erzegovina | 0 - 1     | FIFA World Stars | 1    |
| 16-8-2000  | Marsiglia | Francia              | 5 - 1     | FIFA World Stars | 1    |
| 18-12-2002 | Madrid    | Real Madrid          | 3 - 3     | FIFA World Stars | 0    |
| Totale     |           | Presenze             | 3         | Reti             | 2    |

### Record
- Con 9 gol al campionato mondiale, è il miglior realizzatore della nazionale italiana (a pari merito con Paolo Rossi e Christian Vieri).

## Palmarès

### Club

#### Competizioni nazionali
- Campionato italiano: 2

Juventus: 1994-1995
Milan: 1995-1996
- Coppa Italia: 1

Juventus: 1994-1995

#### Competizioni internazionali
- Coppa UEFA: 1

Juventus: 1992-1993

### Individuale
- Guerin d'oro come miglior calciatore della Serie C1: 1

1985
- Trofeo Bravo: 1

1990
- Capocannoniere della Coppa delle Coppe UEFA: 1

1990-1991 (9 gol)
- Pallone d'oro: 1

1993
- FIFA World Player: 1

1993
- Onze d'or: 1

1993
- World Soccer's World Player of the Year: 1

1993
- All-Star Team del mondiale: 1

Stati Uniti 1994
- Pallone d'argento del mondiale: 1

Stati Uniti 1994
- Onze de bronze: 1

1994
- Onze d'argent: 1

1995
- Guerin d'oro: 1

2001
- Premio Scirea alla carriera: 1

2001
- Oscar del calcio AIC: 1

Calciatore più amato dai tifosi: 2002
- Inserito nel FIFA World Cup Dream Team[297]

2002
- Golden Foot: 1

2003
- Inserito nella FIFA 100

2004
- Inserito nella Hall of Fame del calcio italiano nella categoria Giocatore italiano

2011
- Inserito nella Walk of Fame dello sport italiano nella categoria Leggende

2015
- Candidato al Dream Team del Pallone d'oro

2020

## Opere
- Una porta nel cielo, Arezzo, Limina Edizioni, 2001, ISBN 88-88551-92-1.
- Il sogno dopo, Arezzo, Limina Edizioni, 2003, ISBN 88-88551-11-5.